# Ryan Nugent-Hopkins
Pour les articles homonymes, voir Nugent et Hopkins.
Ryan Jeremy Noel Nugent-Hopkins (né le 12 avril 1993 à Burnaby dans la province de la Colombie-Britannique au Canada) est un joueur professionnel canadien de hockey sur glace.

## Biographie

### Ses débuts
En 2005 avec Burnaby North Secondary, il mène son équipe à une place en quart de finale dans le tournoi international de hockey pee-wee de Québec et, plus tard dans la saison, il capture un championnat provincial. Il est le capitaine des Bruins du Burnaby Winter Club lorsqu'il est repêché par les Rebels de Red Deer de la Ligue de hockey de l'Ouest (souvent désignée par le sigle LHOu) lors du premier tour en 2008. Durant les championnats de l'Ouest canadien, son équipe gagne la médaille d'argent en 2008 et Nugent-Hopkins est nommé meilleur joueur du tournoi. Pendant le tournoi de hockey Couchetard 2008 midget AAA, Nugent-Hopkins est une nouvelle fois nommé meilleur joueur du tournoi et est nommé dans l'équipe d'étoiles. Nugent-Hopkins est nommé en 2008, le joueur par excellence du hockey mineur de Colombie-Britannique et est reconnu comme meneur exemplaire de l'équipe.
Il a fait ses débuts dans la LHOu avec les Rebels lors de la saison 2008-2009 en jouant quelques matchs seulement. Au cours de la saison suivante, il fait ses vrais débuts dans le circuit junior et est nommé meilleure recrue de la LHOu et reçoit le trophée Jim Piggott allant avec le titre ; en soixante-sept matchs, il marque vingt-quatre buts et ajoute quarante-et-une passes. Il est finaliste pour recevoir le titre de recrue de l'année pour toute la Ligue canadienne de hockey, mais le trophée est remporté par Matt Puempel des Petes de Peterborough de la Ligue de hockey de l'Ontario. Il participe avec équipe de la LHOu aux Super Série Subway en 2010.
En 2011, lors de son année de repêchage, il est classé premier en Amérique du Nord par la centrale de recrutement de la Ligue nationale de hockey et, le 24 juin 2011, Nugent-Hopkins est effectivement sélectionné au tout premier rang du repêchage d'entrée dans la Ligue nationale de hockey par les Oilers d'Edmonton. Le 2 juillet 2011, il signe avec les Oilers un contrat de trois saisons dans la LNH. Il débute en LNH et inscrit son premier but avec Edmonton lors de la rencontre du 9 octobre 2011. Le 15 octobre 2011, alors qu'il ne joue que son troisième match en LNH, il réalise un coup du chapeau mais ne permet pourtant pas à son équipe de remporter la rencontre perdue 4 à 3 contre les Canucks de Vancouver. Le 19 novembre 2011, il réalise 5 passes décisives lors de la victoire 9 à 2 des Oilers d'Edmonton contre les Blackhawks de Chicago. Lors de la saison 2011-2012, il termine ainsi parmi les meilleurs marqueurs de son équipe, finissant troisième meilleur pointeur avec cinquante-deux réalisations, une de moins que Taylor Hall alors que Jordan Eberle termine premier avec soixante-seize points.
Même si son équipe manque les séries éliminatoires, il est sélectionné parmi les trois finalistes du Trophée Calder de la meilleure recrue de la ligue avec Adam Henrique des Devils du New Jersey et Gabriel Landeskog de l'Avalanche du Colorado, cette récompense étant remportée par ce dernier.

### En équipe nationale
Nugent-Hopkins commence son expérience avec Hockey Canada en représentant l'Équipe Pacifique lors du mondial de hockey des moins de 17 ans. Il termine le tournoi avec un but et quatre passes en cinq matchs alors que son équipe se classe cinquième du tournoi. Il représente également le Canada lors du tournoi Ivan Hlinka qui a lieu en Slovaquie durant l'été 2010. Il est le capitaine adjoint de l'équipe et a marqué le but gagnant dans le match pour la médaille d'or contre les États-Unis. Il termine le tournoi comme meilleur pointeur du Canada avec cinq buts et deux passes en cinq matchs.

## Statistiques

### En club
| Saison     | Équipe                 | Ligue      |     | Saison régulière | Saison régulière | Saison régulière | Saison régulière | Saison régulière |    | Séries éliminatoires | Séries éliminatoires | Séries éliminatoires | Séries éliminatoires | Séries éliminatoires |
| Saison     | Équipe                 | Ligue      | PJ  | B                | A                | Pts              | Pun              | PJ               | B  | A                    | Pts                  | Pun                  |                      |                      |
| 2008-2009  | Rebels de Red Deer     | LHOu       | 5   | 2                | 4                | 6                | 0                | -                | -  | -                    | -                    | -                    |                      |                      |
| 2009-2010  | Rebels de Red Deer     | LHOu       | 67  | 24               | 41               | 65               | 28               | 4                | 0  | 2                    | 2                    | 0                    |                      |                      |
| 2010-2011  | Rebels de Red Deer     | LHOu       | 69  | 31               | 75               | 106              | 51               | 9                | 4  | 7                    | 11                   | 6                    |                      |                      |
| 2011-2012  | Oilers d'Edmonton      | LNH        | 62  | 18               | 34               | 52               | 16               | -                | -  | -                    | -                    | -                    |                      |                      |
| 2012-2013  | Barons d'Oklahoma City | LAH        | 19  | 8                | 12               | 20               | 6                | -                | -  | -                    | -                    | -                    |                      |                      |
| 2012-2013  | Oilers d'Edmonton      | LNH        | 40  | 4                | 20               | 24               | 8                | -                | -  | -                    | -                    | -                    |                      |                      |
| 2013-2014  | Oilers d'Edmonton      | LNH        | 80  | 19               | 37               | 56               | 26               | -                | -  | -                    | -                    | -                    |                      |                      |
| 2014-2015  | Oilers d'Edmonton      | LNH        | 76  | 24               | 32               | 56               | 25               | -                | -  | -                    | -                    | -                    |                      |                      |
| 2015-2016  | Oilers d'Edmonton      | LNH        | 55  | 12               | 22               | 34               | 18               | -                | -  | -                    | -                    | -                    |                      |                      |
| 2016-2017  | Oilers d'Edmonton      | LNH        | 82  | 18               | 25               | 43               | 29               | 13               | 0  | 4                    | 4                    | 2                    |                      |                      |
| 2017-2018  | Oilers d'Edmonton      | LNH        | 62  | 24               | 24               | 48               | 20               | -                | -  | -                    | -                    | -                    |                      |                      |
| 2018-2019  | Oilers d'Edmonton      | LNH        | 82  | 28               | 41               | 69               | 26               | -                | -  | -                    | -                    | -                    |                      |                      |
| 2019-2020  | Oilers d'Edmonton      | LNH        | 65  | 22               | 39               | 61               | 33               | 4                | 2  | 6                    | 8                    | 0                    |                      |                      |
| 2020-2021  | Oilers d'Edmonton      | LNH        | 52  | 16               | 19               | 35               | 22               | 4                | 1  | 1                    | 2                    | 0                    |                      |                      |
| 2021-2022  | Oilers d'Edmonton      | LNH        | 63  | 11               | 39               | 50               | 16               | 16               | 6  | 8                    | 14                   | 14                   |                      |                      |
| 2022-2023  | Oilers d'Edmonton      | LNH        | 82  | 37               | 67               | 104              | 35               | 12               | 1  | 10                   | 11                   | 4                    |                      |                      |
| 2023-2024  | Oilers d’Edmonton      | LNH        | 80  | 18               | 49               | 67               | 36               | 25               | 7  | 15                   | 22                   | 8                    |                      |                      |
| Totaux LNH | Totaux LNH             | Totaux LNH | 881 | 251              | 448              | 699              | 310              | 74               | 17 | 44                   | 61                   | 28                   |                      |                      |

### En équipe nationale
| Année | Équipe     | Compétition                 |    | PJ | B  | A  | Pts | Pun | +/-      |  | Résultat |
| 2012  | Canada     | Championnat du monde        | 8  | 4  | 2  | 6  | 4   | +2  | 5e place |  |          |
| 2013  | Canada U20 | Championnat du monde junior | 6  | 4  | 11 | 15 | 4   | +6  | 4e place |  |          |
| 2018  | Canada     | Championnat du monde        | 10 | 5  | 3  | 8  | 2   | +5  | 4e place |  |          |

## Trophées et honneurs personnels

### Ligue de hockey de l'Ouest
- 2010 : Trophée Jim Piggott

### Ligue nationale de hockey
- 2011-2012 : 
  - nommé dans l'équipe des recrues de la LNH
  - nommé recrue du mois d'octobre (2011)
  - nommé recrue du mois de novembre (2011)
- 2014-2015 : participe au 60e Match des étoiles de la LNH